# Türk Telekom Ankara
Türk Telekom Ankara – żeński klub siatkarski z Turcji. Został utworzony w 1954 roku z siedzibą w Ankarze, pod nazwą Türk Telekom Bayan Voleybol Takımı. Występuje w rozgrywkach tureckiej Aroma Bayanlar Voleybol 1. ligi, do której awansowała w 2005 roku.

## Sukcesy
- Mistrzostwo Turcji:  (2008)

## Kadra zawodnicza

### Sezon 2008/2009
- 1.  Bahar Mert-Urcu
- 2.  Melis Hemseri
- 4.  Özlem Özçelik
- 5.  Olga Kubassevich
- 7.  Ebru Elhan
- 8.  Nilay Konar
- 9.  Natalya Mammadova
- 10. Güldeniz Önal
- 11. Nilay Benli
- 12. Taismary Agüero
- 15. Funda Bilgi
- 18. Maja Poljak